# Nagy koapinty
A nagy koapinty (Rhodacanthis palmeri) a madarak osztályának  verébalakúak (Passeriformes) rendjébe és a pintyfélék (Fringillidae) családjába tartozó faj.

## Rendszerezés
A fajt korábban a különálló gyapjasmadárfélék (Drepanididae) családba sorolták.

## Előfordulása
Az Amerikai Egyesült Államokhoz tartozó Hawaii-szigeteken volt honos. 1822-ben halt ki.

## Megjelenése
Testhossza 30 centiméter, testtömege 23 gramm.

## Kihalása
Valószínűleg az élőhelyek irtása miatt halt ki. Még a Fidzsi-szigeteken volt honos kis számban.